# 東山三條站
東山三條站（日语：／ Higashiyama-sanjō eki */?）是位於京都府京都市東山區，京阪電氣鐵道京津線的電車站（廢站）。在1997年（平成9年），隨著京都市營地下鐵東西線開業，京津線京津三條至御陵之間被廢除，此站也被廢除。

## 概要
此站建設三條通上，在南北走向的東山通東邊設有對向式月台。由於此站只可讓設有梯級的車輛停靠，因此只有普通列車停靠此站，急行（1981年廢除）和準急通過此站。
在1978年（昭和53年）9月前，敷設在東山通上的京都市電東山線路軌與京津線設有平面相交處。當時可於此站前往東山三條停留場轉乘市電。曾經京津線與東山線之間設有聯絡線，該聯絡線在第二次世界大戰建設。在戰時和戰後期間，來自市電，運載排泄物的貨物電車會駛入京津線。後來該聯絡線被撤走了。
在此站廢除前，來往京阪線與大津線之間的車費方面，基本上只是兩線車費的總和。但是此站是例外，來往京阪線系統與此站的車費是把京阪線系統至三條站的車費與少量車費的總和。
在此站廢除後，京都市營巴士、京都巴士和京阪巴士巴士站還使用此站名稱。

## 歷史
- 1912年（大正元年）8月15日：京津電氣軌道開業，古川町站啟用[2]。
- 1927年（昭和2年）1月7日：上行線乘車處設置安全地帶。
- 1931年（昭和6年）2月20日：京津線路軌從舊東海道遷移至三條通。
- 1949年（昭和24年）11月25日：電車站改名為東山三條站[2]。
- 1997年（平成9年）10月12日：京津線京津三條至御陵之間廢線，此站被廢除[2]。替代站為京都市營地下鐵東西線東山站。

## 電車站構造
此站設有2面2線的相對式月台，月台是以安全地帶型式存在。上述提及，此站只可讓設有梯級的電車停靠，因此除了普通列車外，其餘列車通過此站。

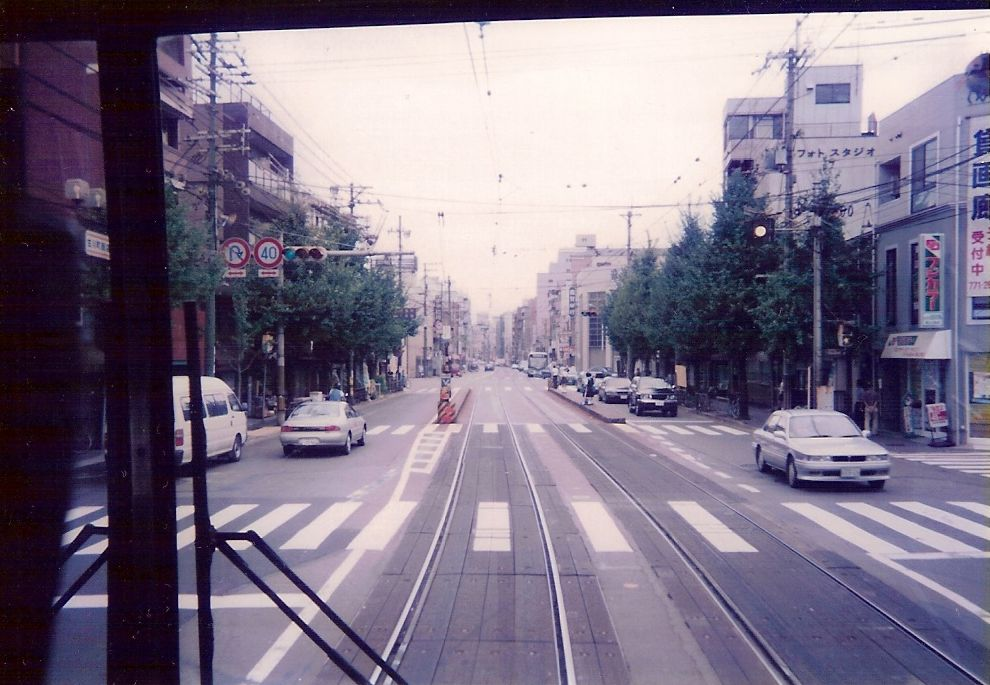
電車站內的樣子（1997年9月、從車內拍攝）
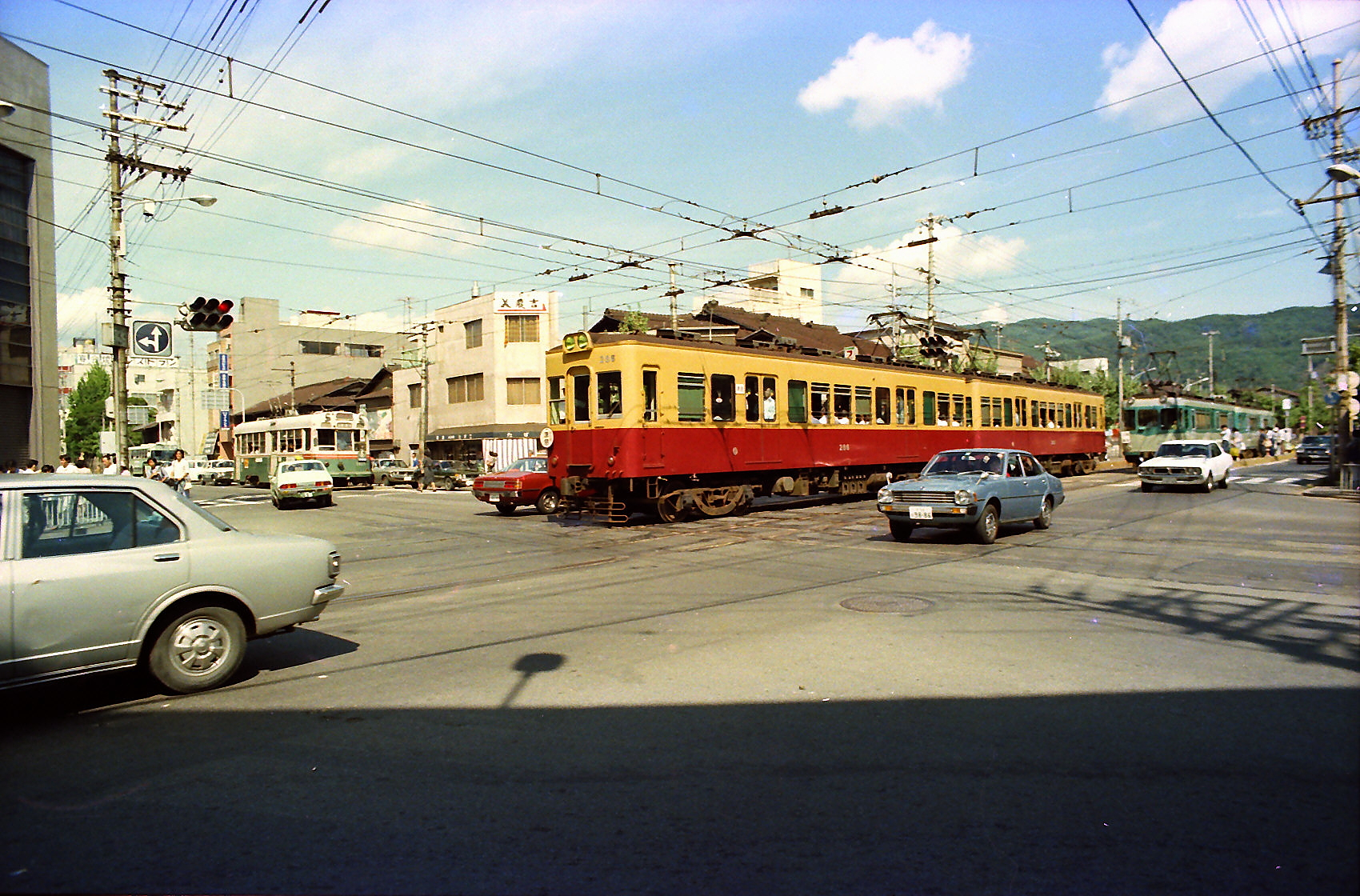
從東山三條路口望向東山三條站方向。圖中的京阪80型（日语：京阪80型電車）正在停靠中，左邊是京都市電東山線的列車。
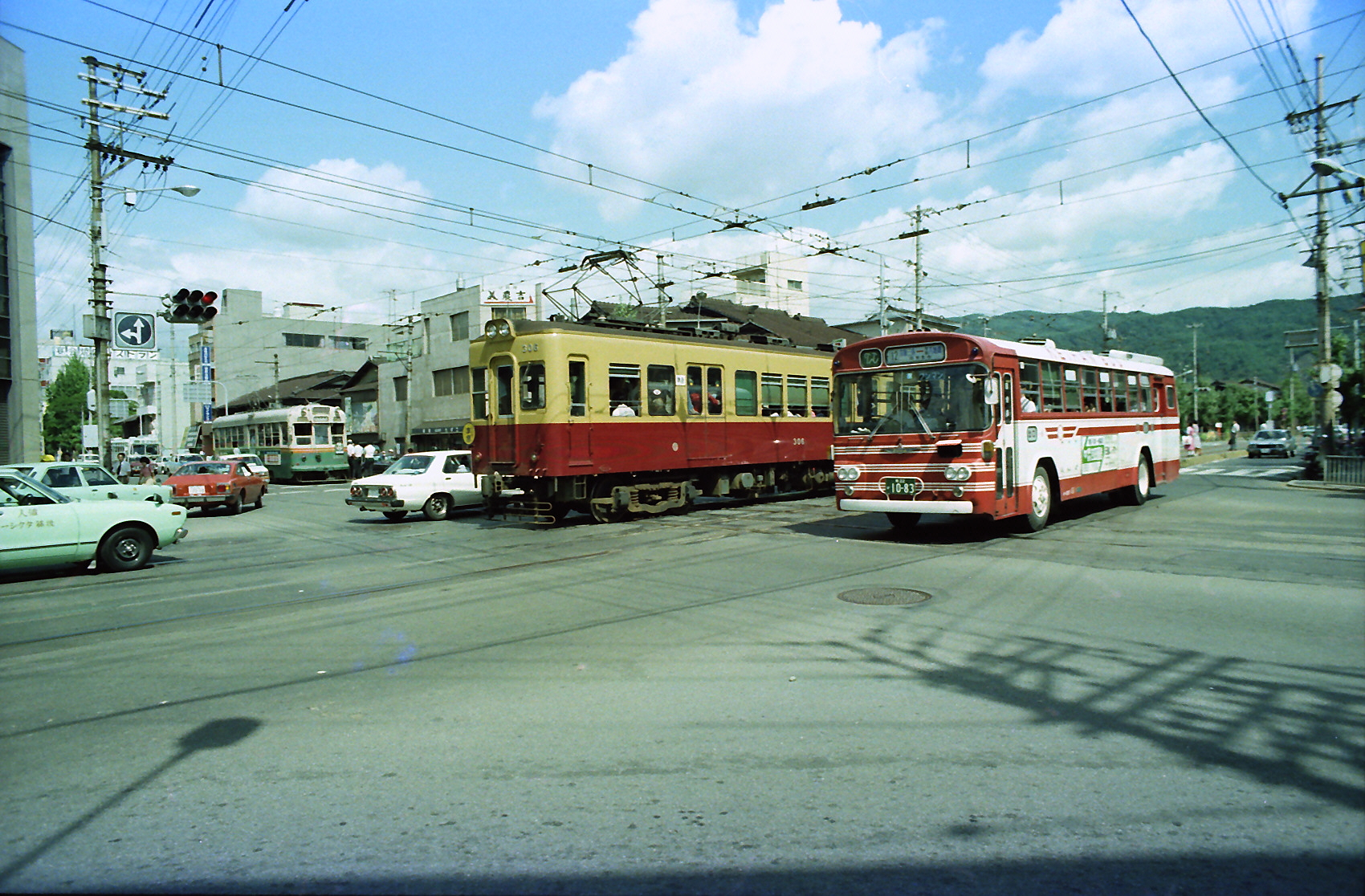
位於圖中中間的列車是前往御陵方向的京阪京津線列車，與列車並行的車輛是前往三條京阪方向的京阪巴士（1978年）

## 使用狀況
以下為廢站前各年度1日平均乘車人次：
| 年度               | 1日平均 乘車人員 |
| ------------------ | ---------------- |
| 1991年（平成03年） | 3,306            |
| 1992年（平成04年） | 3,071            |
| 1993年（平成05年） | 2,984            |
| 1994年（平成06年） | 2,899            |
| 1995年（平成07年） | 2,615            |
| 1996年（平成08年） | 2,710            |
| 1997年（平成09年） | 2,093            |

## 相鄰電車站
京阪電氣鐵道
京津線
京津三條－東山三條－*平安神宮前－*岡崎道－蹴上
*刪除線的電車站是在廢線前已經被廢除。

## 注腳

## 相關項目
- 日本鐵路車站列表 Hi
- 東山站 (京都府) - 替代車站。